# Notopterna
I notopterni (Notopterna) sono un gruppo di mammiferi estinti, probabilmente appartenenti ai meridiungulati. Vissero tra il Paleocene inferiore e l'Eocene medio (circa 65 - 40 milioni di anni fa) e i loro resti fossili sono stati ritrovati in Sudamerica.

## Descrizione
Questi animali dovevano essere di piccole dimensioni, ma i fossili conosciuti sono molto incompleti e non permettono una ricostruzione del loro aspetto. In ogni caso, i notopterni erano caratterizzati da denti a corona bassa (brachidonti) e da una forte tendenza alla molarizzazione dei premolari. I primi tre molari, inoltre, per certi aspetti erano molto simili a quelli di alcuni notoungulati paleo-eocenici (ad esempio nella presenza di un parastilo e di fossette labiali) ma erano a forma di doppia mezzaluna (selenodonti) come quelli dei litopterni. La regione dell'orecchio era dotata di un grande osso petroso.  Alcuni notopterni, come Notonychops, sembrerebbero essere stati piuttosto specializzati nella dentatura: il primo premolare era assente, e gli altri premolari erano dotati di un forte parastilo e un metastilo con paracono e protocono; i molari erano dotati di un forte parastilo, assomigliavano a quelli dei primitivi tillodonti come Esthonyx e il terzo molare inferiore era sprovvisto di ipoconide.  

## Classificazione
L'ordine Notopterna venne istituito da Miguel Soria nel 1989, per accogliere alcune forme di ungulati arcaici del Paleocene e dell'Eocene del Sudamerica, alcuni dei quali precedentemente considerati litopterni. All'interno dell'ordine si distinguono due famiglie principali: gli Amilnedwardsiidae, più primitivi, e i Notonychopidae, più specializzati e forse derivati dai precedenti. Sembra che alcune forme di litopterni arcaici, come Indalecia, possano essere a loro volta inclusi nei notopterni, in un'ulteriore famiglia (Indaleciidae). In ogni caso, l'ordine Notopterna non è universalmente riconosciuto e potrebbe semplicemente comprendere alcune forme di litopterni basali, particolarmente arcaici, ascrivibili a varie famiglie (Adianthidae, Protolipternidae, Notonychopidae, Amilnedwardsiidae). Secondo gli studi di Soria (1989a, 1989b), tuttavia, i notopterni sarebbero un gruppo tassonomicamente valido, comprendente meridiungulati alquanto arcaici e ben distinti dagli altri gruppi di meridiungulati.